# McLaren Group
McLaren Group je britanska tvrtka koja ima sjedište u tehnološkom centru McLarena u Wokingu, Surreyu, Engleskoj. To je grupa tvrtki koju je osnovao Ron Dennis, 1985. godine. Grupa je originalno nastala iz momčadi McLaren koju je 1965. godine osnovao Novozelanđanin Bruce McLaren. Grupa je fokusirana oko momčadi Formule 1, Vodafone McLaren Mercedes Formula One Racing Team. Grupa također širi svoje tržište i na proizvodnju automobila kao što je McLaren MP4-12C, nasljednik McLarena F1. U posljednjih nekoliko godina, grupa se proširila i na druga područja proizvodnje, poput solarnih motornih uređaja.

## Počeci McLarena
Godine 1966., Novozelanđanin Bruce McLaren je stvorio novu momčad u Formuli 1 zvanu McLaren. Četiri godine kasnije Bruce McLaren poginuo je na test vožnji automobila, te je tvrtku i momčad preuzeo Teddy Mayer. Zatim je Mayer odveo McLaren do prvog naslova konstruktora u Formuli 1, 1974. godine. Iste godine naslov je osvojio McLarenov vozač Emerson Fittipaldi.

## Proizvodnja automobila
Godine 1992., McLaren je proizveo svoj prvi cestovni automobil McLaren F1 koji je imao mnogo sličnosti s bolidom Formule 1. Od 1992. do 1998. godine proizvedeno je 106 modela. Iako automobil nije u proizvodnji već četrnaest godina, samo nekoliko ih je brže od modela F1. Među njima su Koenigsegg CCR, Bugatti Veyron i SSC Aero. Kasnije je McLaren zajedno s Mercedes-Benzom stvorio automobil Mercedes-Benz SLR McLaren. Godine 2009., McLaren je prekinuo suradnju s Mercedes-Benzom. McLaren je 2011. godine samostalno počeo s proizvodnjom nasljednikom modela F1, McLarenom MP4-12C.

## Vanjske poveznice
- Službena stranica